# تابستان با امید
تابستان با امید یک فیلم درام کانادایی-ایرانی محصول سال ۲۰۲۲ به کارگردانی، نویسندگی و تهیه‌کنندگی صدف فروغی است. این فیلم نخستین بار ۷ ژوئیهٔ ۲۰۲۲ در جشنواره بین‌المللی فیلم کارلووی واری به نمایش درآمد.

## پخش
این فیلم برای اولین بار در ۷ ژوئیهٔ ۲۰۲۲ در جشنواره بین‌المللی فیلم کارلووی واری اکران شد و جایزهٔ کریستال گلوب بهترین فیلم بلند را دریافت کرد.

## جوایز
این فیلم در یازدهمین دورهٔ جوایز اسکرین کانادا در سال ۲۰۲۳، برای جوایز بهترین فیلم سینمایی، بهترین نقش مکمل در یک فیلم (رشیدی) و بهترین فیلمنامه غیراقتباسی (فروغی) نامزد شد.